# Мельник Матвій Леонтійович
Мельник Матвій Леонтійович (7 серпня 1889, с. Яблунівка Звенигородського повіту Київської губернії — ?) — підполковник Армії УНР.

## Біографія
Останнє звання у російській армії — штабс-капітан. На службі в Дієвій армії УНР з 1919 року.
У 1920–1922 рр. — старшина управління постачання 3-ї Залізної дивізії Армії УНР. Подальша доля невідома.